# Breznički Hum
Breznički Hum (régi magyar neve Lónya) falu és község Horvátországban Varasd megyében. Közigazgatásilag Butkovec, Krščenovec, Radešić és Šćepanje települések tartoznak hozzá.

## Fekvése
Varasdtól 22 km-re délre, a Kemléki-hegység nyugati részén, a Lónya folyó partján, az A4-es autópálya mellett fekszik.

## Története
A régészeti leletek tanúsága szerint területén már a kőkorszakban éltek emberek. Ezt igazolja az a két kő szekerce, melyeket a Lónya-folyó medrében találtak és ma a Zágrábi Régészeti Múzeumban vannak.
A település Szent Márton templomát és plébániáját 1334-ben Ivan zágrábi főesperes említi először a zágrábi káptalan helyzetéről szóló feljegyzésében "ecclesia sancti Martini de Lona" alakban. Eredeti neve Lona, magyarosan Lónya volt, melyet a rajta keresztül folyó patak nevéről kapott. A település neve a 16. századra kis mértékben módosult, mert plébániáját ekkor már 
"sancti Martini in Lonyza" alakban említik. Szlavónia 17. és 18. századi térképein a település neve templomának titulusa után "S. Martin" alakban szerepel. Mai neve csak a 18. század utolsó évtizedeiben tűnik fel "Huum" alakban, mely korábban a Humski család itteni birtokának a neve volt. A név a 20. század elejére Hum Sv. Martinra módosult és a mai névalak az 1920-as években alakult ki, amikor a plébánia védőszentjének nevét megkülönböztetésül a közeli Breznica település neve váltotta fel.
A település kezdetben Greben várának tartozéka volt. Neve szerepel a zágrábi káptalan előtt kötött 1399-es birtokmegosztási egyezségben, melyben a Grebeniek birtokát két egyenlő részre osztották. 1445-től 1456-ig az egész Zagorjéval együtt a Cillei család birtoka, majd Vitovec János horvát báné lett, akitől Hunyadi Mátyás hűtlenség címén elvette. A Hum birtoknév "Hom" alakban bukkan fel először. Innen vette nevét az itteni birtokos Humski család, melynek első ismert tagja Stjepan Humski, aki 1507 és 1513 között Zágráb vármegye táblabírája volt. Birtokai voltak még Körös és Zágráb vármegyében is. A család fiágon valamikor 1682 előtt halt ki, ekkor ugyanis Stjepan Vučković, Filip Vučković és Marijane Humski fia eladta Sutinsko, Mače, Bukovac, Bankovo és Gradišće nevű birtokait.
Hum következő ismert birtokosa a 19. században a báró Jelačić-Bužimski család volt, akiknek Zágráb, Körös és Varasd megyében voltak birtokaik. A család legismertebb tagja az 1811-ben Humban született Eduard Jellachich-Bužimski udvari kancellár, királyi titkos tanácsos, a Szent István-rend lovagja volt. 1865-ben kelt végrendeletében teljes vagyonából egy szegényeket támogató alapot hozott létre, melyből az egyházközség szegényeit támogatta, de jutott belőle az iskola és a templom fenntartására is. Halálakor a humi Szent Márton plébániatemplomban ravatalozták fel. Ezután a birtok az Ožegović-Barlabaševac családé lett, majd az udvarházat és a hozzá tartozó földbirtokot Franjo Margetić breznicai birtokos vásárolta meg.
A falunak 1857-ben 477, 1910-ben 738 lakosa volt. 1920-ig Varasd vármegye Novi Marofi járásához tartozott. 2001-ben 557 lakosa volt.

## Nevezetességei
- Szent Márton tiszteletére szentelt plébániatemploma[3] 1334-ben már állt. A régi gótikus épület a 16. – 17. században a török támadások következtében súlyos károkat szenvedett. 1789-ben késő barokk stílusban újjáépítették. Két neogótikus oltára, melyek Szent Mártonnak és Szent Valentinnek vannak szentelve 1902-ben készültek. A templom a Varasd-Zágráb főút nyugati oldalán áll. Nyugat-keleti tájolású, végső soron egyhajós épület, amelynek hajója az azonos szélességű szentélyben folytatódik, míg a fő, nyugati homlokzat előtt hatalmas, magas harangtorony emelkedik, amelyen keresztül a templomba lehet belépni.
- A település északi bejáratának közelében található az ún. Pán-forrás. Ennek falazott részébe egy római szarkofág töredéke van beépítve, melyen két kosszarv között egy fél emberfej látható.
- A Lónya-folyó és a zágráb-varasdi út találkozásánál egy régi kőhíd található, melynek építési ideje nem ismert. Jellegzetességei miatt 16. vagy 17. századi építménynek tartják, de nem kizárt a 19. századi építés sem. A három nyílású híd teljes hossza 22 méter. A híd ugyan még nem szerepel a kulturális műemlékek listáján, de védetté nyilvánítása folyamatban van.
- A 19. században erre vezetett a Magyarország felől Máriabesztercére menő zarándokút, melyet főként magyar zarándokok használtak. 1889-ben Ivan Kotarski helyi plébános az egyházközség földjeiből egy földterületet adott, hogy arra a zarándokok megpihenését szolgáló létesítmény épüljön. A mára már lebontott épületben vendéglő, bolt és postaállomás működött. A Benković család háza előtt egy vasból öntött szivattyús kút állt. Ma ez a kút látható a település címerében, a felette ábrázolt postakürt pedig az egykori forgalmas postaállomásra emlékeztet.